# Isola Desolation (Shetland Meridionali)
L'isola Desolation (in inglese Desolation Island) è un'isola antartica minore localizzata ad una latitudine di 62° 27' sud e ad una longitudine di 60° 20' ovest. L'isola è stata scoperta il 15 ottobre 1819 dal capitano William Smith, un mercante inglese al comando della Williams durante la sua seconda spedizioni nella regione. Il territorio fa parte dell'arcipelago delle Shetland meridionali e la sovranità è sospesa ai sensi del trattato antartico.
L'ancoraggio di Blythe Bay sul lato sul dell'isola Desolation è stato spesso utilizzato durante i primi anni del XIX secolo dalle navi britanniche ed statunitensi come riparo sicuro.